# Albrecht von Lamezan
Gustav Albrecht Freiherr von Lamezan (* 9. August 1878 in Helsingfors; † 24. Dezember 1947 in Peking) war ein deutscher Major und paramilitärischer Aktivist.

## Leben
Lamezan war ein Sohn des Diplomaten Ferdinand von Lamezan (1843–1896) und dessen Ehefrau Magdalene, geborene Hauff (* 1853). Er besuchte die Pagerie und legte 1897 sein Abitur am Wilhelmsgymnasium München ab. Anschließend trat er am 14. Juli 1897 als Fähnrich in das Infanterie-Leib-Regiment der Bayerischen Armee ein, avancierte zwei Jahre später zum Leutnant und war ab 1906 als Adjutant des II. Bataillons tätig. Bis Anfang Oktober 1913 stieg er zum Hauptmann und Kompaniechef im Regiment auf.
Während des Ersten Weltkriegs war Lamezan 1915 beim Korps Bothmer, dann bei der Südarmee. 1917 folgte seine Versetzung als Nachrichtenoffizier beim Oberbefehlshaber Ost. Als Mitarbeiter der Abteilung IIIb, dem militärischen Geheimdienst im Großen Generalstab, war er unter der Leitung des Obersten Walter Nicolai (1873–1947) tätig. Für sein Wirken während des Krieges wurden ihm beide Klassen des Eisernen Kreuzes und das Ritterkreuz IV. Klasse des Militärverdienstordens mit Schwertern verliehen.
Nach dem Krieg wurde Lamezan 1919 in die Reichswehr übernommen und war Nachrichtenoffizier beim Reichswehr-Gruppenkommando 4. 1920 er aus dem Militärdienst aus und erhielt im Jahr darauf den Charakter als Major. In den 1920er Jahren leitete er die im Krausenhof untergebrachte Berliner Zentrale des erst von der Reichswehr organisierten und später privat weitergeführten Nachrichtendienstes der hinter der Fassade des kommerziellen Unternehmens Deutscher Überseedienst (DÜD) operierte.
Daneben war er in führender Funktion im Frontsoldatenbund Stahlhelm aktiv. Außerdem gehörte er dem Deutschen Herrenklub an.
1932 ging Lamezan als Militärberater von Chiang Kai-shek in die Republik China, wo er die Ausbildung der Geheimdienstbeamten Kai-sheks übernahm.
Lamezan hatte sich am 16. März 1905 in München mit Elisabeth Freiin von Bonnet zu Meautry (* 1886) verheiratet. Aus der Ehe ging die Tochter Maria (* 1906) hervor.